# 唾蛇属
唾蛇属（學名：Hemachatus）是蛇亞目眼鏡蛇科下一個有毒的蛇屬，亦被稱為射毒眼鏡蛇，主要分布於南非，是一種能以噴射毒液作自衛手段的蛇類。

## 下属物种
本属包括以下物种：
- 唾蛇 Hemachatus haemachatus Bonnaterre, 1790
- Hemachatus macconchiei Hoser, 2013
- Hemachatus nyangensis Reissig, Major, Renk, Barlow, Paijmans, Morris, Hofreiter, Broadley & Wüster, 2023[1]

## 特徵
根據地區及品種上的差異，唾蛇身上的紋理及顏色都會有著不同的變化，然而所有唾蛇都有兩種統一的特色，分別是腹部呈黑色，與及喉頸位置有1至2條淺色橫紋。唾蛇的體長約有90至110公分。另一個要辦認唾蛇的方法是鑑別其鱗片是否像龍骨般隆起。

### 鱗片分布

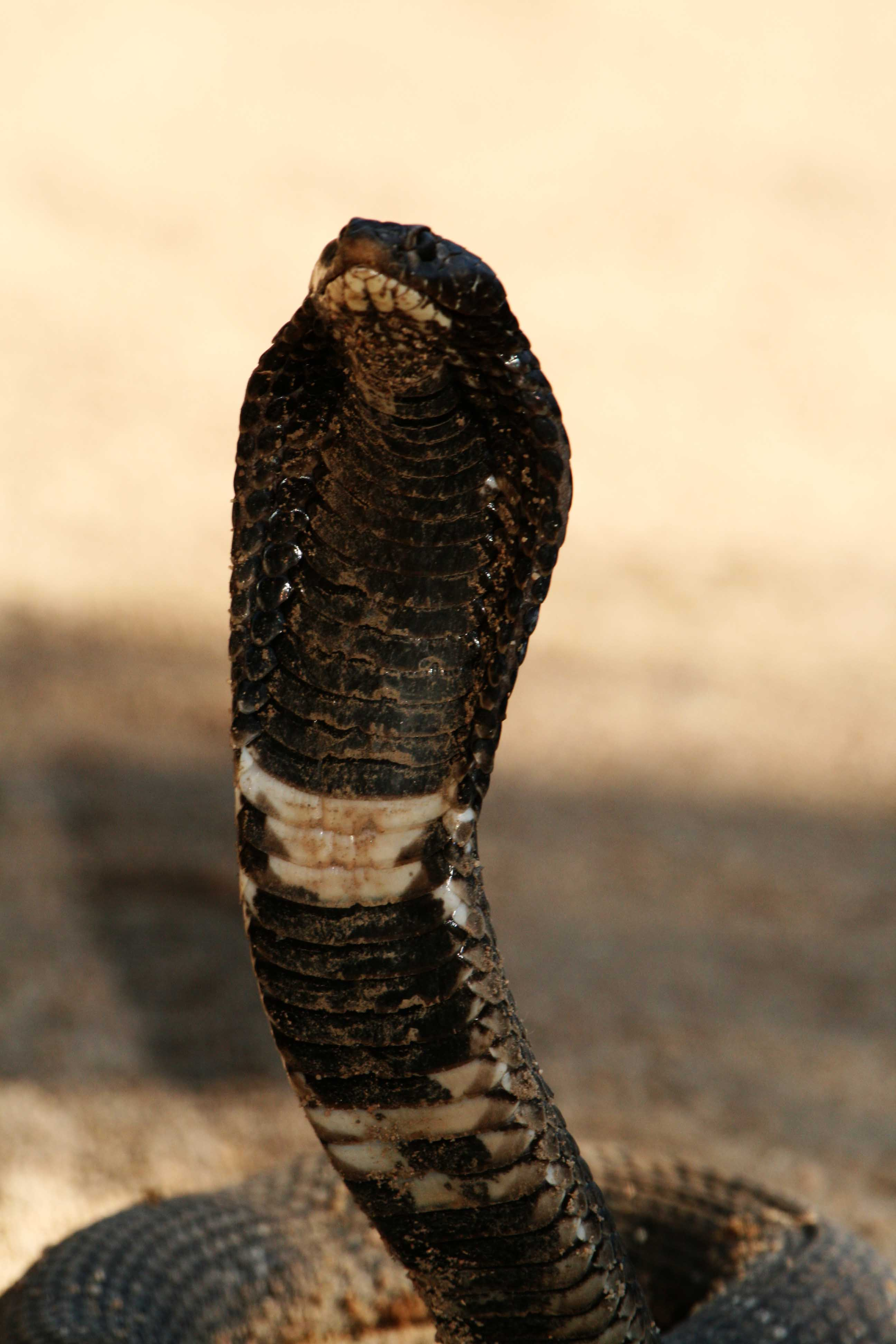
唾蛇的正面

唾蛇身體的鱗片分布及結構如下：
- 背鱗：17至19塊
- 腹鱗：116至150塊
- 尾下鱗：30至47塊
- 有完整的肛鱗
- 上唇鱗：7塊
- 眶前鱗：1塊（少數唾蛇擁有3塊）
- 眶後鱗：3塊
- 下唇鱗：8至9塊

## 地理分布
唾蛇主要分布於南非開普省，經東北方至萊索托、特蘭斯凱、誇祖魯納塔爾省等地區，亦出沒於斯威士蘭及豪登省的部分區域。在辛巴威及莫桑比克的邊境地帶也有一群唾蛇聚居著。

## 行為與進食習慣
唾蛇在選擇食物方面甚廣，牠會捕食蟾蜍，也會捕食小型的哺乳動物、各種爬蟲生物與及兩棲生物。唾蛇多棲息於草原。牠們與某些蛇類一樣，唾蛇亦擁有裝死自衛的能力。

## 毒性
唾蛇的毒素是致命的神經毒素，主要會攻擊心臟、肌肉、和呼吸系統的神經組織，此外，唾蛇還能將毒液射入敵人眼中，由於唾蛇毒牙的注射孔較小，因此當毒液流到毒牙時就會阻塞，因此唾蛇會拼命的擠壓毒液，並讓器官下沉，再配合乎出的一陣空氣將毒液射出去，此時唾蛇的頭會成小圓圈的晃動，讓他們能將毒液準確的射入敵人的眼中，毒液的射程可遠達11英呎、高達8英呎，被射中的人或動物必須迅速將毒液洗掉，毒液會侵蝕視網膜，導致角膜紅腫，若不迅速就醫會造成永久性的失明。

## 自衛
當唾蛇受到外界威脅時，牠們會像其它眼鏡蛇般膨起頸摺，致力擴張頭頸以威嚇敵人。當威脅進一步迫近時，唾蛇便會向敵人嘖射出毒液，並且以對方的面部為狙擊目標，最遠射程更可達2.5米，因而被認為是「射毒眼鏡蛇（Spitting Cobra）」的一員。然而，稱唾蛇為「射毒眼鏡蛇」其實是錯誤的。雖然唾蛇擁有射毒能力，而且其毒液亦含有神經毒素，但牠本身並不是眼鏡蛇（Cobra）。
除了膨起頸摺及嘖射毒液兩種招數之外，唾蛇亦懂得以假死法自保，只要牠發覺到敵人不能以威嚇及毒液攻勢擊退後，就會將身體蜷縮起來，瞠目結舌，一動不動，讓敵人放棄對其狙擊。

## 趣聞
- 唾蛇跟其它真正的眼鏡蛇不同，牠實際上是一個單型屬（唾蛇屬）下的獨立成員，並不屬於眼鏡蛇屬（Naja）。不過學者認為唾蛇是真正的「射毒者」。[2]
- 唾蛇與眼鏡蛇的另一個分別是其卵胎生的繁殖方式。雌性唾蛇每次能誕下20至35條幼胎，最高紀錄是一次誕下65條幼蛇。[3]
- 另外，唾蛇的鱗片如龍骨般隆起，亦是牠們與眼鏡蛇迥異之處。

## 備註
1. ↑  Tom Major, Pia Renk, Jens Reissig, Johanna L. A. Paijmans, Ellie Morris, Michael Hofreiter, Axel Barlow, Donald G. Broadley and Wolfgang Wüster. 2023. Museum DNA reveals A New, potentially extinct Species of Rinkhals (Serpentes: Elapidae: Hemachatus) from the Eastern Highlands of Zimbabwe. PLoS ONE. 18(9): e0291432. DOI: 10.1371/journal.pone.0291432
2. 1 2 3  S. Hunter (2000)"Venomous Reptiles" （页面存档备份，存于）
3. 1 2 3  R. Mastenbroek (2002)"Rinkhals" （页面存档备份，存于）
4. 1 2  B. Branch (1988). Field Guide to the Snakes and Other Reptiles of southern Africa. Struik, Cape Town